# Valentine Prax
Pour les articles homonymes, voir Prax.
Valentine Prax, née le 23 juillet 1897 à Bône (actuelle Annaba) dans les départements français d'Algérie et morte le 15 avril 1981 à Paris en France, est une artiste-peintre française.

## Biographie
Valentine Henriette Jeanne Prax est la fille d'un père (Henry Enrique Prax) français d'origine catalane, vice-consul d'Espagne et du Portugal à Bône, et d'une mère (Valentine Henriette Prax, née Maglinlo) marseillaise d'origine sicilienne. Elle a grandi en Algérie française, où elle fait ses études artistiques à l'École des beaux-arts d'Alger. Elle part ensuite s'installer à Paris en 1919, où elle rencontre Ossip Zadkine, un sculpteur d'origine russe, qui est son voisin. Il lui fait connaître le petit monde de Montparnasse, et l'épouse le 7 juillet 1920, avec le peintre japonais Foujita pour témoin. La même année Valentine Prax fait sa première exposition personnelle, et commence à se faire reconnaître sur la scène parisienne. Elle est ensuite invitée à présenter ses œuvres aux côtés de Pablo Picasso pour l'exposition de 1937.
À la mort de Zadkine en 1967, et sur la volonté expresse de l'artiste, elle travaille à la création d'un musée parisien, dans la maison où l'artiste a vécu et travaillé de 1928 à 1967. Le musée est constitué d'un fonds d'environ 300 œuvres de Zadkine qui souhaitait les léguer à la ville de Paris. En 1978, le musée Zadkine ouvre ses portes rue d'Assas. Valentine Prax meurt en 1981 et lègue l'ensemble de ses biens au musée.

## Œuvres
Parmi ses peintures, peuvent être mentionnées :
- La partie de cartes, aquarelle, 1928[3].
- Deux femmes assises, huile sur toile, 1942[4].
- Le couple, huile sur toile, 1950[5]
- Clowns devant la mer, huile sur toile[6].
- Paysage, huile sur toile[7].
- Et dans la collection en ligne du Musée d'Art moderne de la ville de Paris[8].